# Neula
La neula és un dels dolços més típics de la cuina catalana que es menja tradicionalment per Nadal. Sovint se suquen en cava i sembla que de fet sempre s'han sucat en alguna mena de vi. La idea d'enrotllar una hòstia, qui sap si ja amb la idea de sucar-la, la va tenir una monja i posteriorment monges i pastissers van anar perfeccionant la recepta. Segurament existeix abans que el torró.
Tradicionalment, la neula consisteix en un full prim de pasta de farina amb forma de canó, de vegades amb sucre. Actualment existeixen neules farcides de torró de Xixona o cobertes de xocolata, i també versions funcionals, per exemple sense sucre (amb lactitol, per exemple) per a diabètics o sense gluten per a celíacs.
Actualment les neules estan en fase d'estudi per a ser considerades Especialitat Tradicional Garantida (ETG).

## Etimologia
El seu nom prové de la paraula llatina nebula, que és un tipus de "boira" molt poc densa, degut a la seva textura fina. La paraula catalana actual neula conserva a més el significat que ja tenia en llatí, i que és un tipus de calitja espessa que no arriba a ser boira baixa.

## Origen
Les neules van ser creades per una monja, que potser va començar enrotllant una hòstia, cal tenir en compte que antigament eren de quinze centímetres. Posteriorment es van anar millorant a poc a poc per a fer-les més cruixents. No coneixem amb exactitud quan va ocórrer, però se sap que existien a Catalunya almenys des de l'any 1168. Al començament, com les hòsties, les neules tenien gravats senyals i emblemes.
Les neules es descriuen per escrit en 1267, al convit de Nadal d'aquell any el rei Jaume I va oferir als seus més de cent comensals neules, pinyons i ametlles com a postres. En aquell moment segurament les neules encara eren planes. També són pressents en nadales medievals que han arribat als nostres temps per tradició oral. En unes Ordinacions de Pere el Gran (“Açò és ordonament de moneda com se deu fer", 1285) s'estableixen els detalls de l'àpat que els treballadors novells a la seca de Barcelona havien d'oferir als companys veterans. Les postres prioritàries eren les neules. Si no n'hi havia es podien substituir per fruita fresca i seca. Ramon Llull les referencià explícitament a la seva obra El llibre de les meravelles (1289). i al Monestir de Santes Creus es conserven avui dia uns neulers, utilitzats per a fer neules, amb les insígnies de l'abat que tenien al segle xiv. En aquesta època, abans de coure-les i d'enrotllar-les, era costum estampar-hi en relleu escuts, emblemes o fins i tot textos curts, com per exemple una pregària. A l'època medieval eren molt apreciades sucades en piment, un vi ranci condimentat amb mel i pebre, una combinació citada a nadales i al Com usar bé de beure e menjar de Francesc Eiximenis, on el "golafre eclesiàstic" les beu després d'un copiós àpat.
Existeixen referències escrites del 1778 en les quals es descriu que la gent menjava neules sucades amb vi blanc o amb malvasia per Nadal. Sembla que a finals del segle xviii i començaments del xix també es podrien menjar per Carnestoltes, però sempre sucades en alguna mena de vi.

## Descripció
Les neules són dolços lleugers i cruixents de forma cilíndrica i allargada com un llapis de fusta, que s'aconsegueix gràcies al fet que la massa aplanada, recent cuita, es cargola amb un bastó prim. Per a la seva elaboració les neules requereixen a més d'un estri específic per a elles que es diu neuler i que és una mena de tenalla amb dues planxes rodones, al qual s'aboca la pasta per tal que prengui forma de cercle. La pasta queda premuda entre les dues planxes, que es posen una estona per cada banda sobre el foc o un fogó. Els neulers poden tenir dibuixos en relleu, que després apareixeran a la neula. Després es couen al forn, s'enrotllen i es deixen refredar.
En fan amb una massa molt líquida feta amb farina, sucre, clara d'ou a temperatura ambient, raspadura de llimona, vainilla i mantega.
Se sap que les primeres neules eren planes. Actualment alguns pastissers les han recuperat, com a alternativa diferent de les clàssiques cilindriques, i poden decorar una part amb xocolata. Tampoc s'han fet amb mantega fins fa molt poc, fa només dues generacions que el llard de la recepta s'ha substituït per mantega.

## Variants
També hi ha pastissers que han recuperat l'anomenada flor de Sant Jordi una variant medieval de les neules que consisteix a una neula amb pètals de rosa, rodona, amb vores irregulars i plana.
Altres variants molt conegudes són les neules cilíndriques cobertes de xocolata blanca, que de vegades tenen la pasta feta amb cacau, que substitueix part de la farina, i les cobertes de xocolata negra o amb llet. Les cobertes amb xocolata no se solen sucar.
Una altra variant habitual són les neules farcides, de torró tou o de xocolata, per exemple. En alguns restaurants a l'aperitiu serveixen neules farcides de productes salats, com sobrassada o formatge.

## Diferències entre les neules artesanes i les industrials

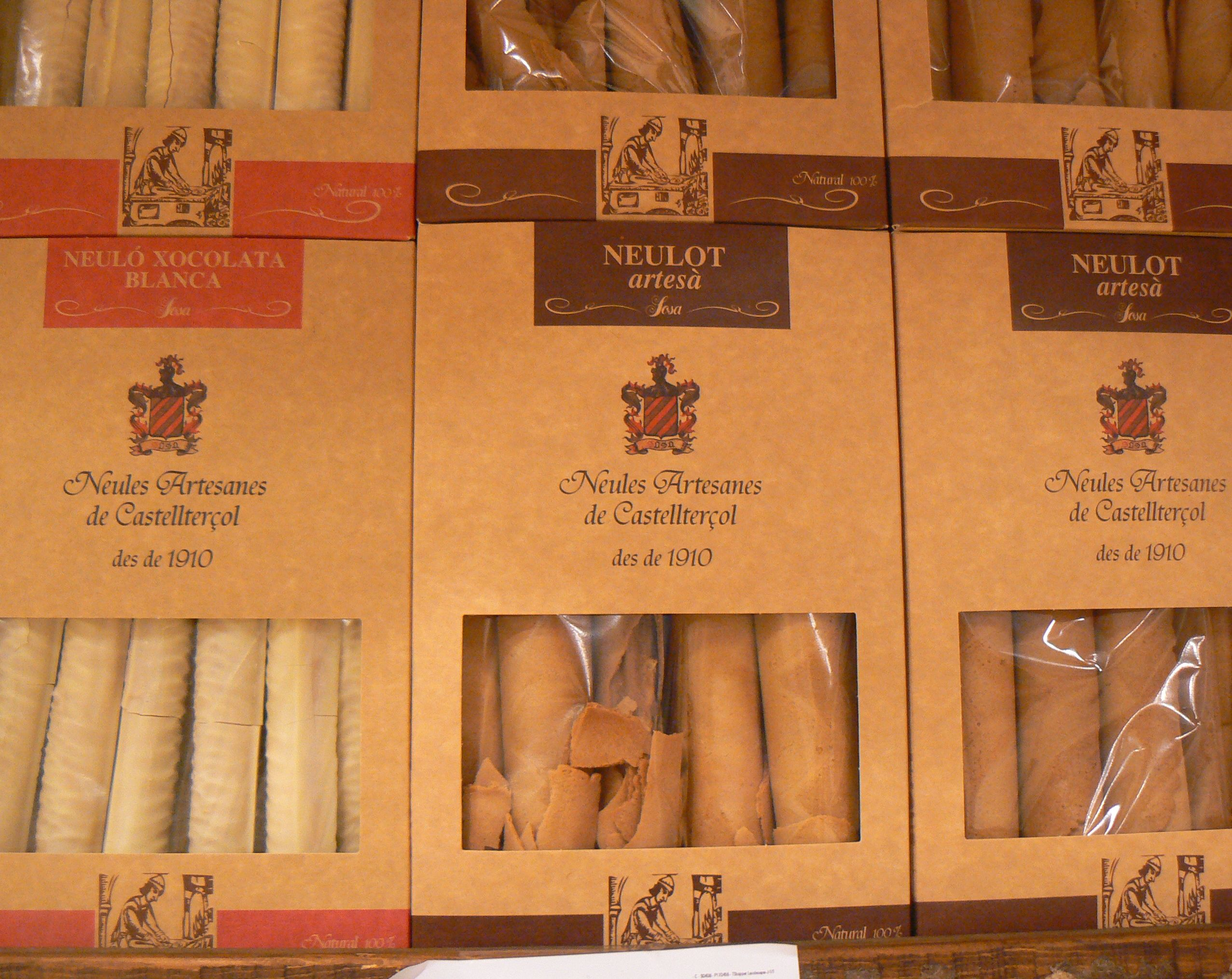
Neules en un supermercat

Les neules artesanes es comercialitzen envasades i en capsetes a diverses pastisseries i botigues especialitazades. En alguns llocs es venen d'artesanes i d'industrials, com per exemple a alguns supermercats. Les industrials són sovint de menor qualitat però de preu més assequible.
La composició de la massa per a l'elaboració de neules industrials s'ha hagut de modificar de la tradicional, per tal que es pugui adaptar a la maquinària utilitzada. La manera de diferenciar unes de les altres, abans de tastar-les i fins i tot comprar-les, és a vista.
Les neules industrials tenen sempre el mateix diàmetre, que a més es manté regular al llarg de tota la neula, mentre que les artesanes poden presentar variabilitat. La manera més fàcil, però, és fixar-se en la forma de la secció: si és rodona, està feta a mà, ja que les varetes que s'usen per fer-les són llises i cilíndriques; en canvi, per a fer-les de manera industrial, cal que les varetes tinguin arestes, per tal que no llisqui la neula, i per a això se n'usen unes de poligonals, habitualment hexagonals.

## Valor nutricional
Les neules contenen hidrats de carboni provinents sobretot de la farina i del sucre, proteïnes d'elevada qualitat de la clara d'ou i els greixos saturats de la mantega. En conjunt, malgrat el seu aspecte cruixent i lleuger és un aliment amb un alt contingut energètic elevat que, dins d'una alimentació variada i equilibrada, es pot consumir de tant en tant.

## Gastronomia
Les neules es mengen a la sobretaula, al Nadal acompanyant els torrons o després d'ells. En aquesta festa solen acompanyar-se de cava, tot i que després hi ha persones que el remplacen per un vi dolç, moscatell, o garnatxa. En qualsevol època de l'any es mengen, per exemple, per acompanyar gelats, sorbets o crema catalana. També es poden menjar com a postres.

## Tradicions
Abans que cagués joguines, o en algunes famílies encara ara, les neules, torrons, fruita seca i altres llaminadures eren cagades pel tió la nit de Nadal o el dia de Nadal mateix. Es té constància que a tota Catalunya s'han repartit neules durant les festes de Nadal i en algunes localitats catalanes durant tot l'any, amb les hòsties, a la missa.
En alguns pobles de l'Empordà era costum deixar anar ocells amb neules lligades a les potes durant el transcurs de la missa.
El dia de Nadal, el monjo que s'encarregava de la dispensa a Sant Pere de Rodes regalava a cada membre de la seva comunitat tretze neules i una gerra de vi.
Les persones que s'ho podien permetre tenien el costum de menjar neules i torrons tots els diumenges des del dia de la Concepció, el 8 de desembre, fins al de la Candelera, el 2 de febrer. Estava mal vist menjar-ne més tard d'aquest dia.

### Neules de punta mallorquines

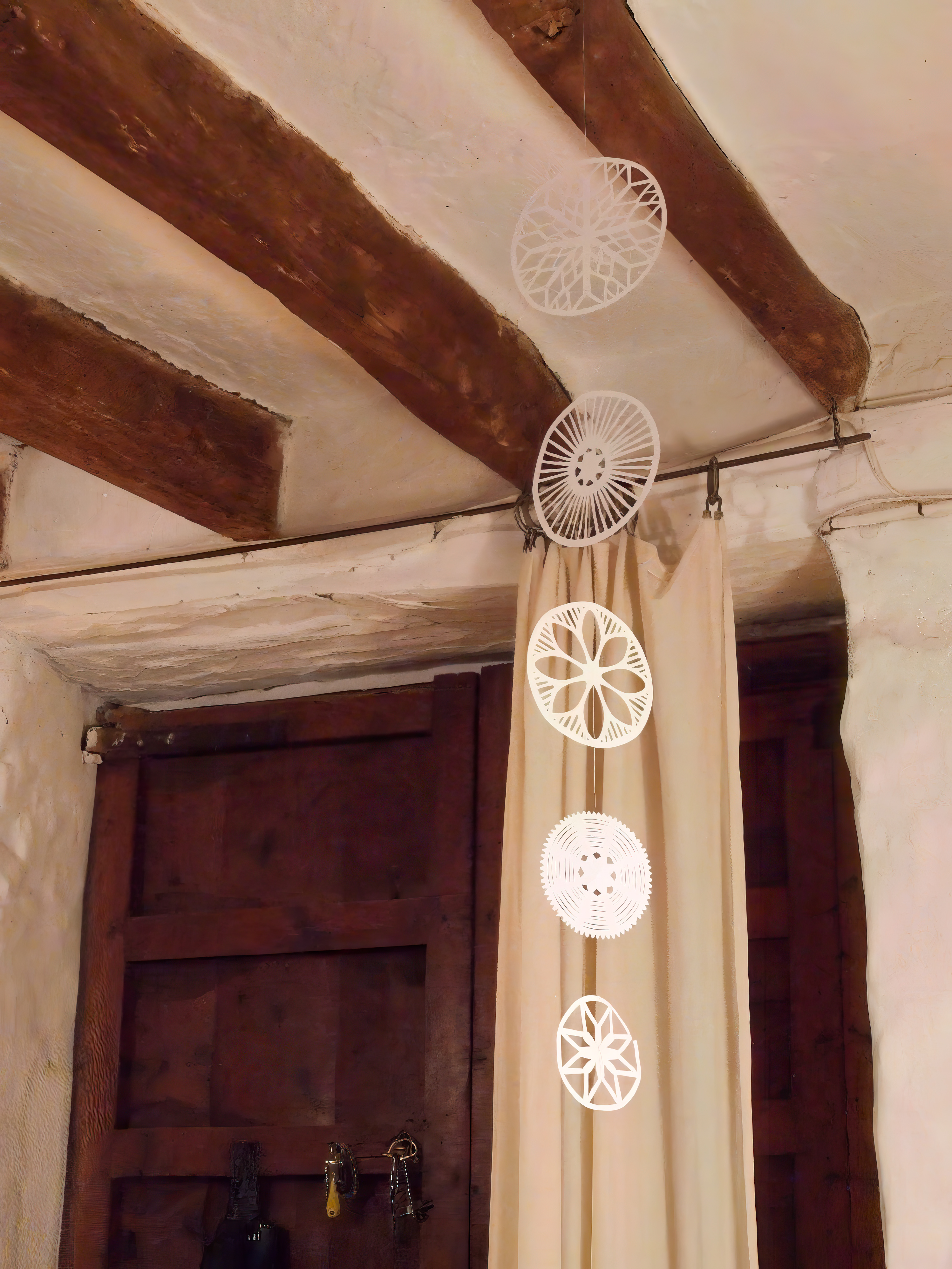
Neules de Nadal a Mallorca

A Mallorca, les neules s'utilitzaven com una mena de calendari d'advent per a quaresma, però aquestes no estaven enrotllades i tenien dibuixos formats amb foradets d'una manera que recorda les puntes de coixí. N'hi havia de grosses i de petites, per a referir-se a setmanes i dies respectivament. Al Nadal tenien a més una funció d'escenografia pel cant de la Sibil·la, decorava durant la representació i, al final del cant, la Sibil·la tallava amb un cop d'espasa els fils de les garlandes de neules que penjaven de l'església, simulant els estels que han de caure del cel al cataclisme final, segons diu la cançó. Aleshores, tots els nens s'hi acostaven corrent per recollir quantes més neules millor i sovint menjant-les allà mateix.
La decoració de les esglésies amb neules també va tenir a Catalunya, per exemple, està documentat que a Igualada, l'any 1470, a la Missa del Gall hi havia la tradició de decorar l'absis i l'altar major de l'església amb branques d'arbusts de les quals es penjaven garlandes d'hòsties i neules, formant dibuixos que volien recordar les teranyines que hi hauria hagut a la cova on va néixer Jesús. De fet, a tot el segle xv hi ha també referències escrites de les partides de compra de neules i fil per endiumenjar la Seu de la Catedral de Barcelona. A Barcelona es va continuar fent fins a l'any 1822, quan va prohibir-se. Hom decorava amb neules també a altres indrets del Principat però, al contrari del que ha passat a Mallorca, el costum va acabar perdent-se amb el temps. Tot i això, el costum s'ha volgut recuperar a l'església de Sant Cebrià de Vallalta, i si altres la segueixen potser s'hi anirà recuperant a tradició lentament.
A Mallorca encara actualment és tradicional decorar les esglésies amb neules a la Missa del Gall. Les encara anomenades neules ja no es fan amb pasta de neula sinó amb paper blanc, i s'usen per a decorar pel Nadal esglésies, pessebres, i fins i tot recentment aparadors de botigues.

## Cultura popular
Dita popular: Cada cosa al seu temps, i al Nadal neules
Una neula també pot ser una cosa amb molt poc o cap valor en el seu gènere, com per exemple a aquesta assignatura és una neula" o "és la neula del curs".

## Preparacions similars

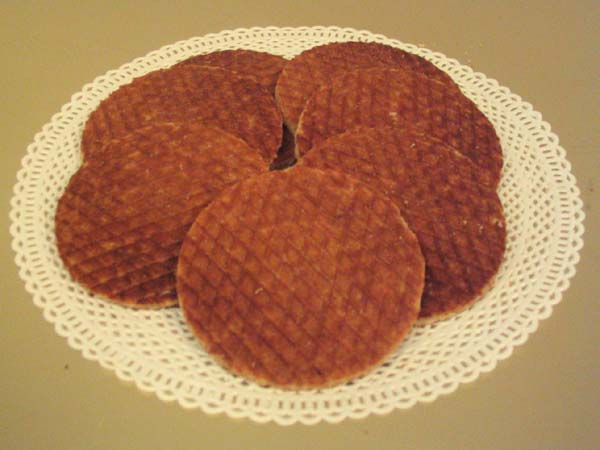
Wafels holandesos

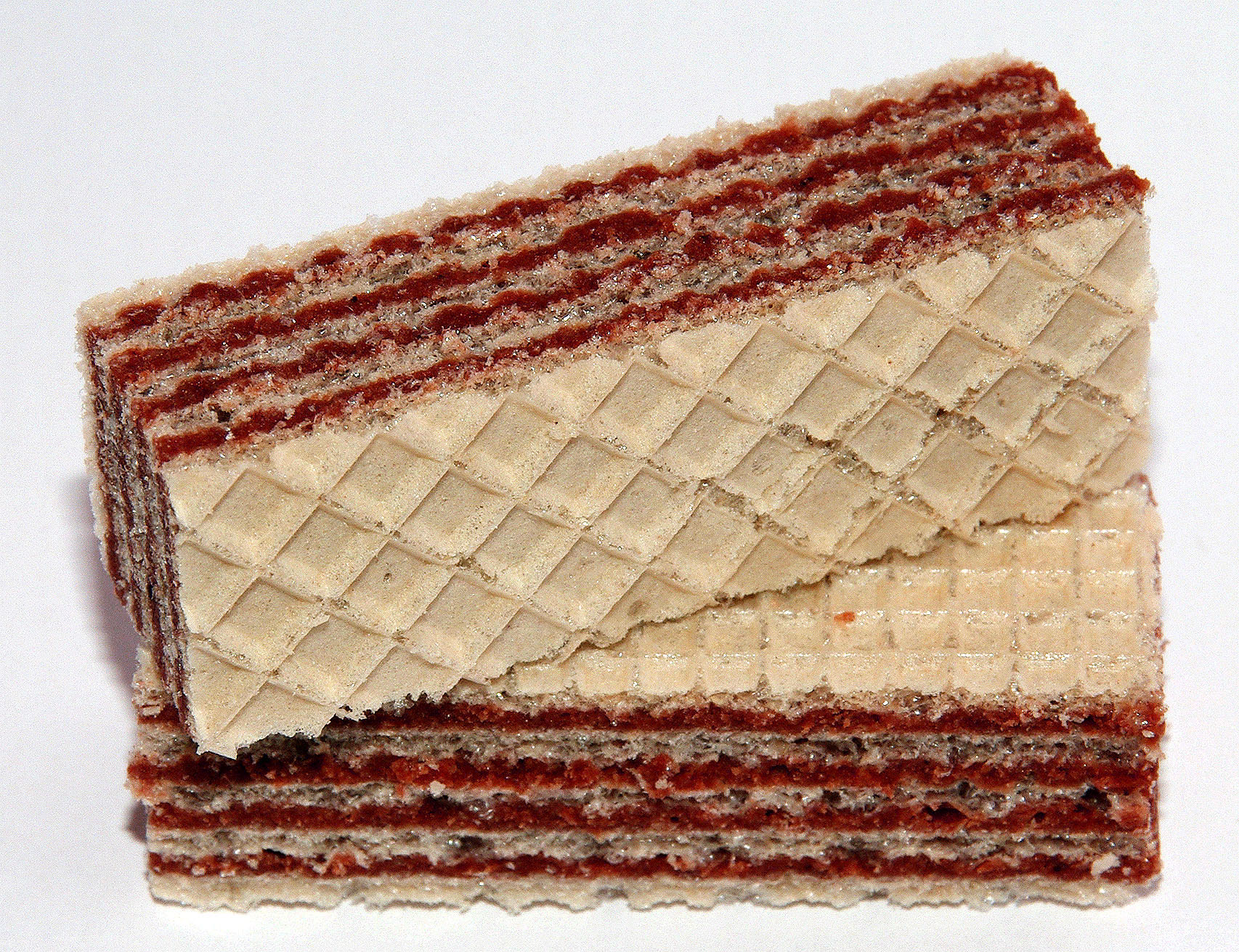
Dos wafels de xocolata

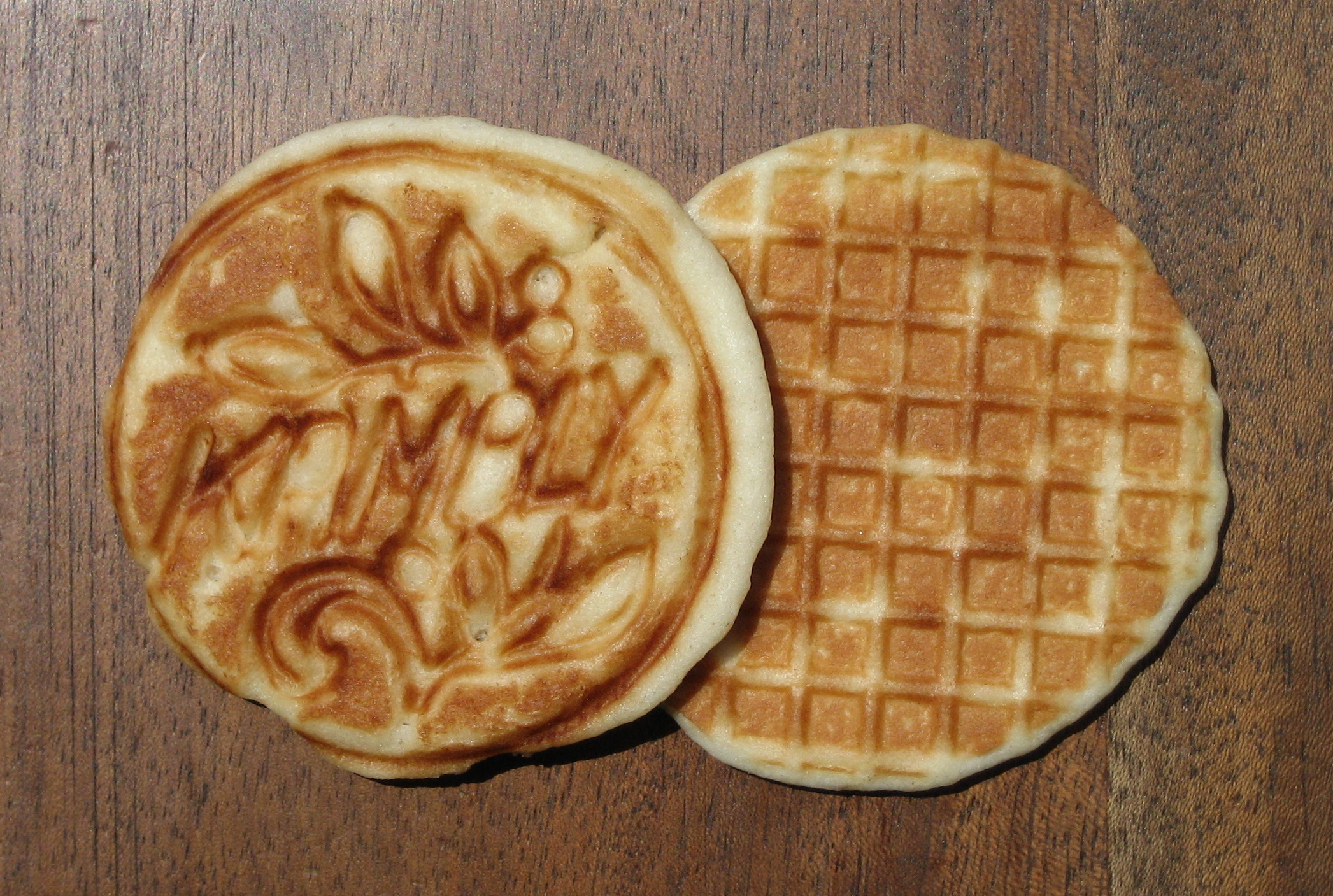
Dos brätzeli suïssos

Els brätzeli de Suïssa poden recordar a les antigues neules, planes, amb dibuixos, però són més gruixudes. Les galetes de nata o wafles són galetes holandeses d'una pasta que podria recordar la neula o fins i tot també els gofres, d'origen germànic, que es fan amb estris similars als neulers. Als Països Catalans aquestes galetes es fan industrialment i es venen en forma de petits entrepans rectangulars, amb una crema de nata o de xocolata a dins.
Totes aquestes galetes tenen en comú que es fan amb una mena o altra de neuler. En ser planes, perquè resultin més cruixents hom fa que tinguin relleu a la superfície. El més simple i habitual són línies paral·leles i perpendiculars formant quadres alineats, tot i que n'hi ha altres dibuixos possibles, alguns molt elaborats.

## Altres llaminadures lligades a les festes de Nadal
- Torró
- Carbó de nadal
- Tortell de reis
- Bûche de Noël a França
- Cozonac búlgar i romanès
- Panettone italià
- Calenos o "tretze postres" de Provença
- Christmas pudding anglès
- Brioix trenat txec
- Kouglof alsacià
- Beignes de Nadal quebequesos

## Citacions
1. ↑  "De les neules me torrau / Tot me sap poc, alegra en só." Nadala anònima catalana del segle XIV. (català)
2. ↑  "Gran maravella, verament /que les neules amb piment", a una nadala anònima catalana del segle xv. (català)
3. ↑  "a la fi, clarea ab neules e piment": Apartat Com usar bé de beure e menjar del tercer volum de Lo Crestià escrit per Francesc Eiximenis en 1384. (català)
4. ↑  "En les festes de Nadal, en les botigues d'adroguers se vennen torrons de vàrios gèneros, que se mengen en les taules dels senyors i també en les de molts menestrals i d'altres persones per postres; i també provisions de neules sucades ab malvasia o vi blanc.": Calaix de Sastre, baró de Maldà, 21 de desembre de 1778 (català)
5. ↑  (parlant de les neules) "me gusten molt, soles i sucades a la granatxa, malvasia o altre vi generós; com també al xocolata": Calaix de Sastre, baró de Maldà, 21 de desembre de 1809 (català)
6. ↑  "I per saber a festa d'innocents, quarta de Nadal, hem sucat algunes neules en un poc de vi de Màlaga, celebració de dimarts de Carnestoltes.": Calaix de sastre, del baró de Maldà, 2 de març de 1802, època de Carnaval. (català)